# Экбаум, Герман Ильич
Герман Ильич Экбаум (иногда, ошибочно, Экбоум; 1738 — не ранее 1799) — русский военный деятель, генерал-лейтенант (1799), кавалер ордена Святого Георгия IV степени за боевое отличие (1787).

## Биография
Родился в 1738 году. Выходец из остзейских немцев Лифляндской губернии, сын офицер (лифляндец из обер-офицерских детей). В 1755 году поступил рядовым в Ингерманландский пехотный полк и в том же году был произведен в подпрапорщики. Затем (?) поступил в Сухопутный шляхетный кадетский корпус в Санкт-Петербурге, откуда в 1762 году был выпущен в 3-й гренадерский полк. Капитан того же полка (1765).
В 1767—1768 годах Экбаум в составе полка участвовал в боевых действиях против барских конфедератов, в одном из сражений был ранен. В ноябре 1769 года был переведён в Новотроицкий кирасирский полк с переименованием из капитанов в ротмистры. В составе Новотроицкого полка участвовал во всех основных сражениях Русско-турецкой войны 1768—1774 годов, причём при осаде Хотина был дважды ранен. Согласно РБС, Экбаум «находился безотлучно в войсках, принимая участие во всех главных битвах войны, вплоть до заключения Кучук-Кайнарджийского мира» (1774).
Через год после этого (1775) перевёлся в Казанский кирасирский полк. Премьер-майор (1779). В 1787 году участвовал в новой Русско-турецкой войне, причём в том же году был награждён за боевое отличие орденом Святого Георгия IV степени и произведён в подполковники. Принимал участие в Русско-шведской войне 1788—1790 годов, по окончании которой в 1790 году был произведён в полковники и назначен комендантом Балтийского порта (ныне город Палдиски, Эстония).
Продолжая служить комендантом Балтийского порта, был произведён сперва в генерал-майоры (1797), а затем и в генерал-лейтенанты (1799). Однако затем навлёк на себя гнев императора Павла, отличавшегося переменчивым характером, был отдан под суд и постановлением военного суда уволен от службы.
Дальнейшая судьба Экбаума неизвестна.
Сын —Карл Германович Экбаум, в 1830 году, в чине полковника, также стал георгиевским кавалером за отличие при подавлении Польского восстания.